# Primórdios dos jogos eletrônicos

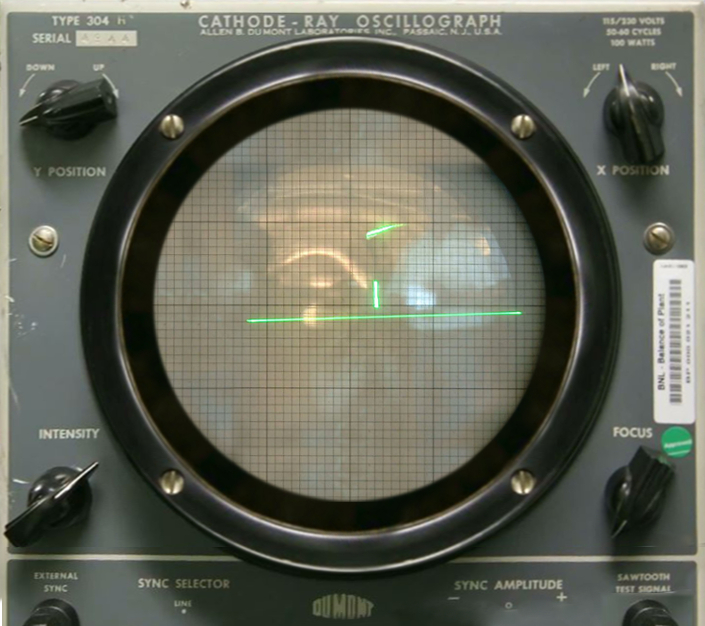
Tennis for Two, de 1958, é considerado como o primeiro jogo eletrônico criado unicamente para entretenimento. No entanto, o conceito de "primeiro jogo eletrônico" depende de qual definição é utilizada.

Os primórdios dos jogos eletrônicos compreendem o período inicial de sua história marcado por inúmeras invenções tecnológicas, que tem as suas fontes na criação dos primeiros jogos mecânicos e eletrônicos na década de 1940 e se estende até sua popularização e democratização, iniciada em 1972 com o lançamento de Pong e a comercialização do primeiro console da história destinado ao mercado de jogos domésticos, o Odyssey.
As primeiras criações datam de 1947 com o dispositivo de entretenimento com tubo de raios catódicos, o primeiro jogo eletrônico interativo conhecido. Já nos anos 1950 surgiram Bertie the Brain, o Nimrod, OXO — o primeiro jogo com tela eletrônica —, o programa de damas de Christopher Strachey e Tennis for Two — o primeiro a ter gráficos atualizados em tempo real, lançado em 1958. Ao mesmo tempo, a inteligência artificial se desenvolvia particularmente através de programas de xadrez como o Turochamp e o programa de Dietrich Prinz, ou por programa de damas como o criado por Arthur Samuel. À medida que a tecnologia melhorava, os computadores se tornaram menores e mais rápidos. No final daquela década, funcionários universitários e estudantes de graduação já podiam usá-los. Esses novos programadores criaram jogos para fins não acadêmicos, levando ao lançamento de Spacewar! em 1962, um dos primeiros jogos de computador digitais conhecidos a estar disponível fora de um único instituto de pesquisa. Ao mesmo tempo, o exército americano desenvolveu inúmeras simulações de guerra que estimularam também a criação de jogos de gerenciamento.
Até o final da década de 1960, os jogos digitais de computador eram criados por um número crescente de programadores e às vezes eram vendidos em catálogos. Conforme o público se expandia para várias instituições de pesquisa, juntamente com a queda dos custos dos computadores e o surgimento de linguagens de programação como a BASIC, que rodavam em múltiplos tipos de máquinas, uma variedade maior de jogos passou a ser desenvolvida, especialmente em mainframes. O início da década de 1970 viu o surgimento dos primeiros jogos de arcade com a publicação de Galaxy Game e Computer Space, que foi o primeiro a estar amplamente disponível. Uma nova fase começou em 1972 com o lançamento de Pong nos arcades, que se tornou um enorme sucesso comercial, e do Odyssey, que inaugurou a primeira geração de consoles, marcando o início da indústria de jogos eletrônicos comerciais.

## Contextualização

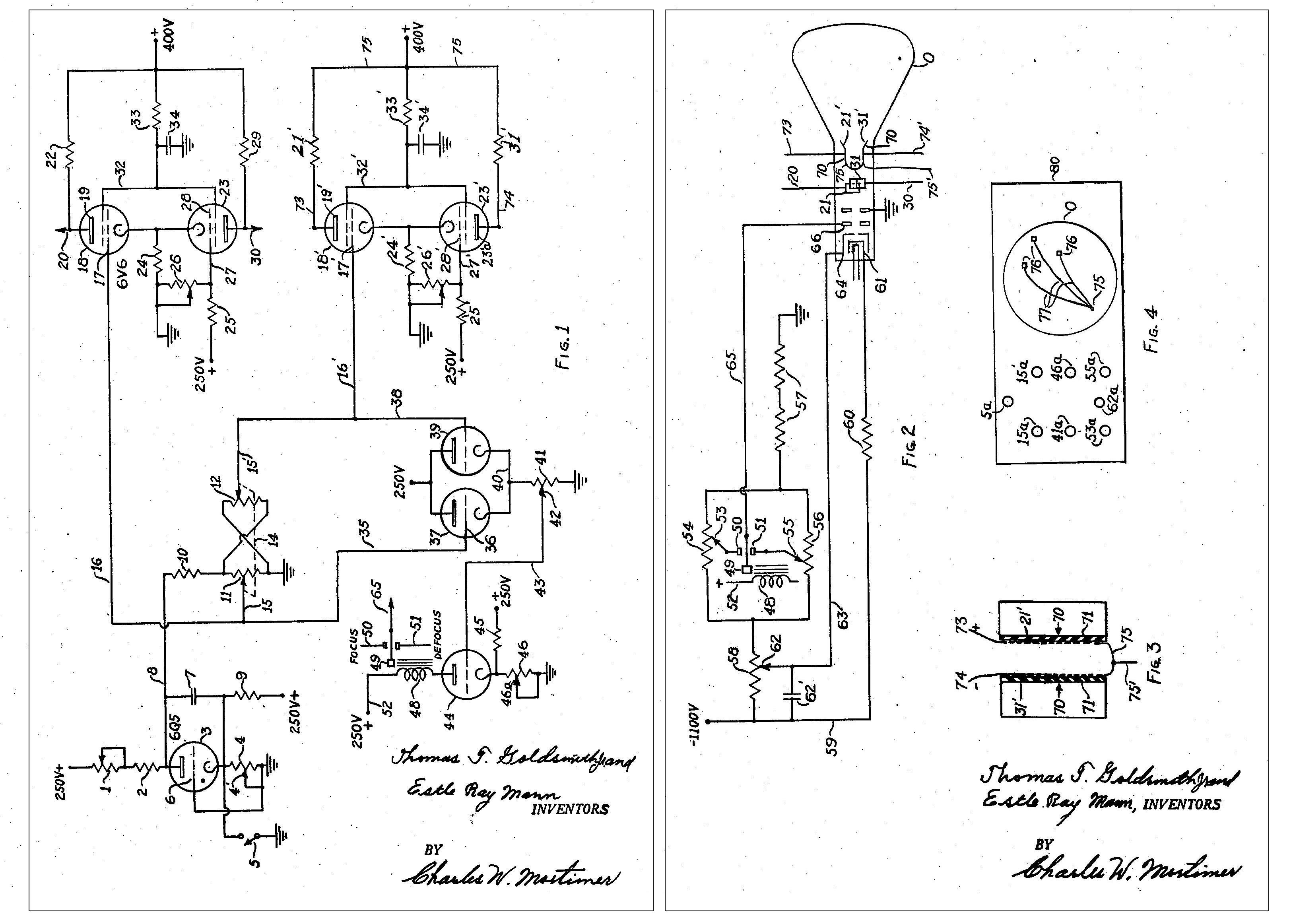
Diagramas de circuito mostrados na patente do dispositivo de entretenimento com tubo de raios catódicos.

O termo "jogo eletrônico" evoluiu ao longo de sua história, passando de uma definição puramente técnica a um conceito geral que define um novo tipo de entretenimento interativo. Tecnicamente, para que um produto fosse um jogo eletrônico nas definições iniciais, ele precisava transmitir um sinal de vídeo para um monitor. Isso pode (mas nem sempre) incluir um tubo de raios catódicos (CRT), osciloscópio, tela de cristal líquido, monitor de varredura vetorial, entre outros. Esta definição não incluiria os primeiros jogos de computador que entregavam os seus resultados em papel através de impressoras ou teletipos em vez de uma tela, bem como jogos que usavam gráficos LCD estáticos como, por exemplo, o Game & Watch da Nintendo ou a maioria dos portáteis da Tiger Electronics. Do ponto de vista técnico, seriam mais apropriadamente chamados de "jogos elétricos" ou "de computador".
A partir do final da década de 2000, a expressão "jogo eletrônico" perdeu completamente o aspecto técnico de sua definição e passou a abranger qualquer jogo que opere por meio de um circuito eletrônico lógico que inclua um aspecto de interatividade e exiba em uma tela o resultado das ações do jogador. Tendo em conta esta definição mais ampla, os primeiros jogos eletrônicos da história surgiram no início da década de 1950, em grande parte ligados a projetos de investigação universitários e a grandes empresas. Contudo, estes têm pouca influência entre si devido ao seu propósito inicial, que era promover novas tecnologias ou materiais acadêmicos e não de proporcionar entretenimento.
Entre seus ancestrais está o dispositivo de entretenimento com tubo de raios catódicos, o mais antigo jogo elétrico interativo conhecido e o primeiro a usar uma tela de tubo de raios catódicos. O jogador simula a trajetória de um projétil de artilharia em uma tela CRT conectada a um osciloscópio, com um conjunto de botões e interruptores. O dispositivo utilizaria eletrônica puramente analógica sem nenhum computador digital ou dispositivo de memória e não executava nenhum programa. O conceito foi patenteado em 1947 pelos físicos Thomas T. Goldsmith Jr. e Estle Ray Mann. Os dois trabalhavam no DuMont Laboratories, uma fabricante americana de equipamentos televisivos, e a ideia potencial por trás do jogo era usar uma televisão como monitor e, portanto, vender esta invenção ao público em geral. Contudo, a patente nunca foi usada e o aparelho nunca foi fabricado além dos protótipos originais feitos à mão. Tal fato, junto com a falta de circuitos lógicos eletrônicos, impede que o dispositivo seja considerado o primeiro jogo eletrônico. Em 1948, Alan Turing e David Champernowne desenvolveram o primeiro código de um jogo de computador conhecido — uma simulação de xadrez chamada Turochamp —, embora nunca tenha sido realmente implementada em um computador, pois era muito complicado para ser executado nas máquinas daquele tempo. Turing testou-o em 1952, onde imitou a operação do código em uma partida real contra um oponente, mas nunca foi capaz de executá-lo na prática.

## Primeiros jogos
Os primeiros computadores digitais eletrônicos, Colossus e ENIAC, foram construídos durante a Segunda Guerra Mundial para auxiliar o esforço de guerra dos Aliados. Pouco tempo depois, a promulgação das primeiras arquiteturas de programas armazenados na Universidade de Manchester (Manchester Mark I), Universidade de Cambridge (EDSAC), Universidade da Pensilvânia (EDVAC) e Universidade de Princeton (computador IAS) permitiu que os computadores fossem facilmente reprogramados para realizar uma variedade de tarefas, o que facilitou sua comercialização no início da década de 1950 por empresas como Remington Rand, Ferranti e IBM. Isto, por sua vez, promoveu a adoção de computadores por universidades, organizações governamentais e grandes corporações à medida que a década avançava. Foi neste ambiente que nasceram os primeiros jogos eletrônicos.
Os jogos de computador da década de 1950 podem geralmente ser divididos em três categorias: programas de treinamento e instrução, programas de pesquisa em áreas como inteligência artificial e programas de demonstração destinados a impressionar ou entreter o público. Como foram desenvolvidos em grande parte em hardware exclusivo em uma época em que a portabilidade entre sistemas era difícil e muitas vezes eram desmontados ou descartados após cumprirem seus propósitos limitados, eles geralmente não influenciavam o desenvolvimento posterior na indústria. Pela mesma razão, é impossível ter certeza de quem desenvolveu o primeiro jogo de computador ou quem originalmente modelou muitas das mecânicas de jogabilidade introduzidas durante a década, pois provavelmente há vários jogos deste período que nunca foram divulgados e são, portanto, desconhecidos hoje.

Foto do comediante Danny Kaye em pé à frente de Bertie the Brain na Exposição Nacional Canadense em 1950.

A primeira apresentação pública de um jogo elétrico ocorreu em 1950 na Exposição Nacional Canadense. Bertie the Brain era um jogo da velha construído por Josef Kates que foi apresentado na exposição para promover seu novo tubo de vácuo em miniatura, chamado tubo additron. Ele projetou um computador especializado em usá-lo, que construiu com a ajuda de engenheiros da Rogers Majestic. O imponente computador de quatro metros de altura só permitia jogar o jogo da velha graças a um sistema de iluminação de diversas séries de lâmpadas e ficou instalado no Edifício de Engenharia da exposição entre 25 de agosto e 9 de setembro. Durante as duas semanas de exibição, ele teve uma recepção muito positiva e a sua apresentação foi um sucesso. Os visitantes podiam ser vistos fazendo fila para jogar, enquanto Kates ajustava o nível de dificuldade de acordo com cada jogador. Posteriormente, o computador foi desmontado e depois em grande parte esquecido, permanecendo considerado uma curiosidade. Kates afirmou que estava trabalhando em tantos projetos ao mesmo tempo que não tinha energia de sobra para preservá-los, apesar de sua importância.
Quase um ano depois, em 5 de maio de 1951, o Nimrod, um computador criado pela incipiente empresa de engenharia e desenvolvimento de computadores chamada Ferranti, foi apresentado no Festival da Grã-Bretanha e depois exibido por três semanas em outubro no Salão Industrial de Berlim antes de ser desmontado. Utilizando um painel de luzes para sua exibição, foi projetado exclusivamente para jogar Nim; o jogador utilizava uma mesa e pressionava os botões correspondentes a cada lâmpada para fazer sua jogada. O Nimrod podia jogar a forma tradicional ou "reversa". A máquina tinha 3,6 metros de largura, 2,7 metros de profundidade e um metro e meio de altura. Era baseado em uma máquina anterior para jogar Nim, o "Nimatron", projetada por Edward Condon e construída pela Westinghouse Electric em 1940 para exibição na Feira Mundial de Nova Iorque. "Nimatron" foi construído a partir de relés eletromecânicos e pesava mais de uma tonelada. O Nimrod tinha como objetivo principal mostrar as habilidades de programação e design de computadores da Ferranti em vez de entreter. Contudo, os visitantes do festival estavam mais interessados no jogo do que na lógica de programação por trás dele. Nenhum outro jogo foi realizado pela empresa posteriormente.
Nessa época, jogos não visuais estavam sendo desenvolvidos em vários laboratórios de pesquisa em informática; por exemplo, Christopher Strachey desenvolveu uma simulação do jogo de damas no protótipo Pilot ACE que ele tentou, sem sucesso, executar pela primeira vez em julho de 1951 no Laboratório Nacional de Física Britânico, fazendo-o funcionar plenamente em 1952; este é o primeiro jogo conhecido a ser criado para um computador de uso geral, em vez de uma máquina feita especificamente para um, como era Bertie. O programa de Strachey inspirou Arthur Samuel a desenvolver seu próprio jogo de damas em 1952 para o IBM 701; versões sucessivas do programa desenvolveram uma forma rudimentar de inteligência artificial por volta de 1955 e depois uma versão foi apresentada na televisão em 1956. Também em 1951, Dietrich Prinz escreveu o primeiro código limitado de xadrez para o Manchester Mark I dentro da Universidade de Manchester, que era um dos primeiros computadores disponíveis comercialmente. O programa só era capaz de calcular problemas de xeque-mate em dois lances, pois não era poderoso o suficiente para jogar uma partida completa e não tinha saída de vídeo. Na mesma época, no início da década de 1950, organizações de pesquisa militar como a RAND Corporation desenvolveram uma série de jogos de simulação de combate e gerenciamento de complexidade crescente, como o Carmonette, onde o jogador daria ordens para interceptar aeronaves inimigas ou montar suas forças para conter uma invasão do exército inimigo. Essas simulações ainda não eram verdadeiros jogos eletrônicos, pois exigiam intervenção humana para interpretar as ordens do jogador e os resultados finais; o computador controlava apenas os caminhos que os inimigos seguiriam e o programa era focado em simular eventos e probabilidades.

## Jogos visuais interativos

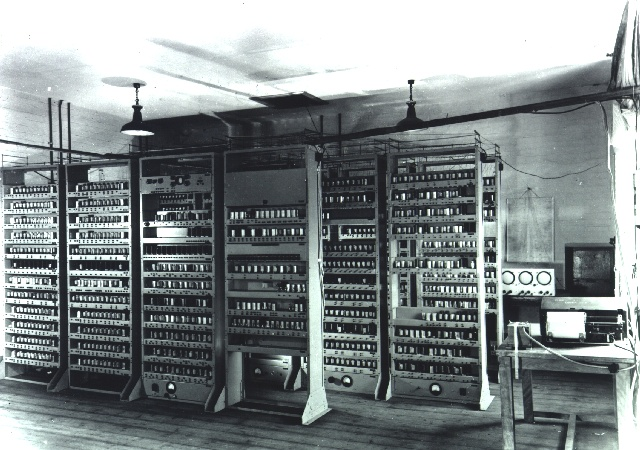
O EDSAC em 1948, computador no qual era executado o OXO.

Em 1952, Alexander S. Douglas criou o OXO, um programa de software para o EDSAC, que simulava um jogo da velha. O EDSAC foi um dos primeiros computadores com programas armazenados, com memória que podia ser lida ou gravada, e ocupava uma sala inteira; incluía três tubos de raios catódicos de matriz de pontos 35×16 para exibir graficamente o estado da memória do computador. Como parte de uma tese sobre interação humano-computador, Douglas usou uma dessas telas para retratar outras informações ao usuário; ele escolheu fazer isso exibindo o estado atual de um jogo. O jogador usava um disco de telefone para informar sua escolha, selecionando qual dos nove quadrados no tabuleiro ele desejava mover em seguida. Seu movimento apareceria na tela e então o movimento do computador seguiria. Não estava disponível ao público geral e só e podia ser jogado no Laboratório de Matemática da Universidade de Cambridge, com permissão especial, pois o EDSAC não podia ser movido. Assim como outros projetos, depois de cumprir o propósito de Douglas, ele foi descartado. Na mesma época, Strachey expandiu seu programa de damas para outro computador mainframe, o Manchester Mark I, culminando em uma versão para o Ferranti Mark I em 1952, que tinha um monitor de vídeo. Assim como OXO, a exibição era quase toda estática, atualizando apenas quando um movimento era feito. OXO e o programa de damas de Strachey são os primeiros jogos conhecidos a exibir recursos visuais em uma tela eletrônica.
O primeiro jogo a incorporar gráficos atualizados em tempo real, e não apenas quando o jogador faz uma jogada, foi uma simulação de uma bola quicando criada pelo estudante do Instituto de Tecnologia de Massachusetts (MIT), Oliver Aberth, para o computador Whirlwind I. Ele inicialmente criou-o em fevereiro de 1951 e permitia aos usuários ajustar a frequência dos saltos com um botão, e em algum momento entre o final de 1951 e 1953, transformou-o em um jogo adicionando um buraco no chão para os jogadores mirarem; ele foi utilizado nas aulas do MIT por Charles W. Adams, professor assistente de computadores digitais. Foi seguido por um jogo de bilhar programado por William Brown e Ted Lewis especificamente para uma demonstração do computador MIDSAC desenvolvido pela Universidade de Michigan em 1954. O jogo, desenvolvido ao longo de seis meses pela dupla, reproduz um taco controlado por um joystick e um botão, e um triângulo de 15 bolas sobre a mesa, todos vistos de cima. O computador calculava os movimentos das bolas à medida que colidiam e se moviam pela mesa, desaparecendo quando chegavam a uma caçapa, e atualizava os gráficos continuamente, 40 vezes por segundo, para mostrar o movimento em tempo real. Como os outros, esse jogo também tinha como objetivo principal mostrar o poder de computação do MIDSAC.

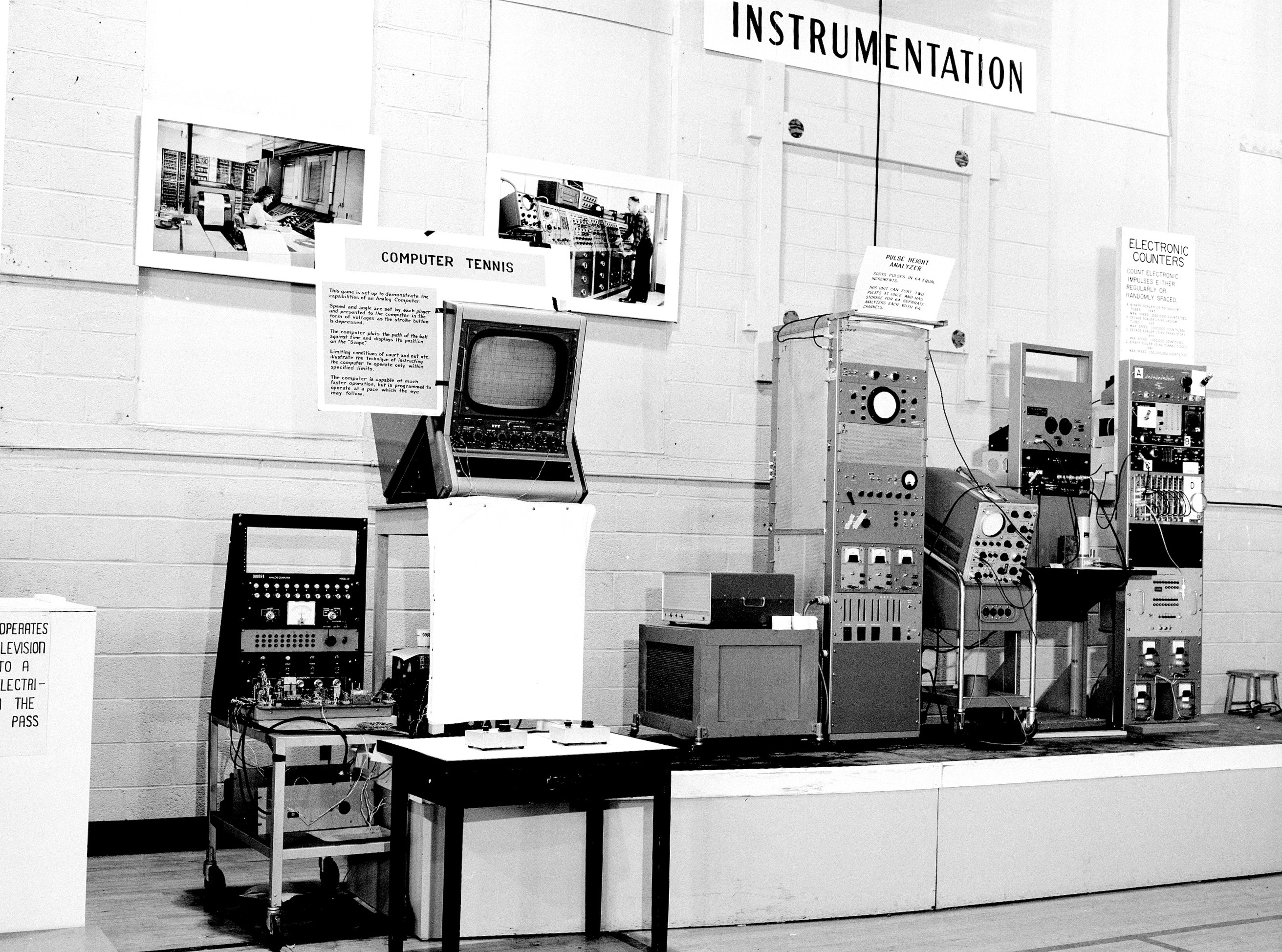
Apresentação de Tennis for Two em 1959.

Embora outros jogos de damas e xadrez tenham sido desenvolvidos em computadores de pesquisa, o próximo marco nos jogos eletrônicos veio em 1958 com Tennis for Two. Talvez o primeiro jogo criado exclusivamente para entretenimento e não como demonstração de tecnologia ou ferramenta de pesquisa, o programa simulava uma partida de tênis. Projetado pelo físico americano William Higinbotham para proporcionar entretenimento aos visitantes durante a visitação pública do Laboratório Nacional de Brookhaven, o jogo foi desenvolvido em um computador analógico Donner Modelo 30 dedicado e conectado a um osciloscópio que servia como tela. Os jogadores controlavam o ângulo da bola por meio de controladores conectados à máquina e o jogo calculava em tempo real e simulava sua trajetória, incluindo a possibilidade de atingir a rede. O jogo foi exibido pela primeira vez em 18 de outubro de 1958 e centenas de visitantes fizeram fila para jogá-lo. Devido à popularidade, uma versão atualizada foi exibida no ano seguinte, com melhorias incluindo uma tela maior e diferentes níveis de gravidade simulada. Posteriormente, o jogo foi desmontado para recuperação de suas peças e componentes. Embora não apresente nenhuma inovação em seu design ou desenvolvimento tecnológico, seu status como um jogo focado em entretenimento, ao invés de um projeto acadêmico ou peça de exibição tecnológica, o levou a ser considerado um dos primeiros jogos eletrônicos "reais" como eles geralmente são pensados atualmente.
Nos anos seguintes, entre 1957 e 1961, vários jogos de computador continuaram a ser criados no contexto de pesquisa acadêmica em informática e programação, especialmente à medida que a tecnologia da computação melhorou para incluir computadores menores, baseados em transistores, nos quais programas poderiam ser criados e executados em tempo real, em vez de operações executadas em lotes. Alguns programas, entretanto, embora usados para mostrar o poder do computador em que eram executados, também eram concebidos como produtos de entretenimento; estes geralmente eram criados por estudantes de graduação, como no MIT, onde ocasionalmente eram autorizados a desenvolver programas para o computador experimental TX-0. Esses jogos gráficos interativos foram criados por uma comunidade de programadores, muitos deles estudantes afiliados ao Tech Model Railroad Club (TMRC) liderado por Alan Kotok, Peter Samson e Bob Saunders. Os jogos incluíam Tic-Tac-Toe, que usava uma caneta óptica para jogar uma partida simples de jogo da velha contra o computador, e Mouse in the Maze. Este último permitia que os usuários usassem uma caneta óptica para configurar um labirinto de paredes no monitor e pontos que representavam pedaços de queijo ou taças de martíni. Um rato virtual era então liberado e percorreria o labirinto para encontrar os objetos. Além disso, as simulações de jogos de guerra do início dos anos 1950 da RAND Corporation se expandiram para simulações mais complicadas que exigiam pouca intervenção humana e também desencadearam a criação de jogos de simulação de gerenciamento de negócios, como The Management Game, que foi usado em escolas de negócios, como na Universidade Carnegie Mellon em 1958. Em 1961, havia mais de 89 jogos de simulação de negócios diferentes em uso, com vários recursos gráficos. No final da década, apesar de vários jogos eletrônicos terem sido desenvolvidos, não existia uma indústria comercial para eles; quase todos foram desenvolvidos em uma única máquina para fins específicos e poucas simulações existentes também não se destinavam ao uso comercial nem ao entretenimento.

## Disseminação dos jogos

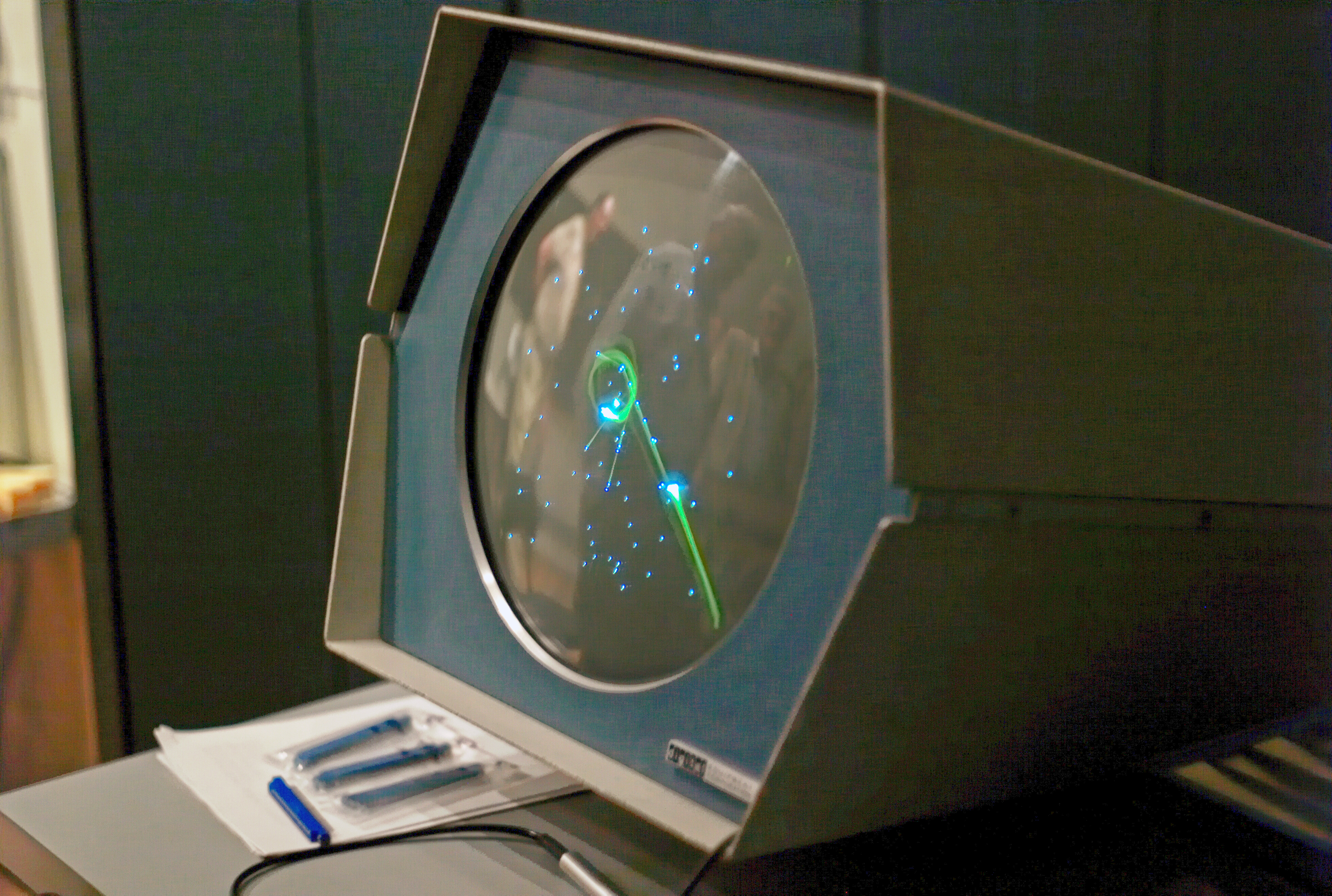
Spacewar! rodando no PDP-1 do Museu da História do Computador.

Em 1961, o MIT adquiriu o minicomputador PDP-1 da Digital Equipment Corporation (DEC), o sucessor do TX-0, que também utilizava um sistema de exibição vetorial. O tamanho comparativamente pequeno e a velocidade de processamento do sistema significavam que, assim como o TX-0, a universidade permitia que seus alunos de graduação e funcionários desenvolvessem programas para ele mesmo que não estivessem diretamente relacionados academicamente sempre que não estivesse em uso. Em 1961-62, os funcionários da Universidade de Harvard e do MIT Martin Graetz, Steve Russell e Wayne Wiitanen criaram Spacewar! no PDP-1, inspirado em livros de ficção científica como a série Lensman. O jogo foi copiado para várias das primeiras instalações de minicomputadores em instituições acadêmicas americanas, tornando-o potencialmente o primeiro a estar disponível fora de um único instituto de pesquisa.
O jogo permite que dois jogadores compitam em um combate espacial, onde cada um deles pilota uma nave colocada em um campo espacial estrelado gerado aleatoriamente. Ele foi desenvolvido segundo três preceitos: utilizar o maior número possível de recursos informáticos, ser sempre interessante, de modo que cada fase devesse, portanto, ser diferente, além de ser divertido e, portanto, um jogo. Precisava sempre ser jogado por duas pessoas porque o computador não tinha recursos sobrando para controlar a outra nave. Após o desenvolvimento inicial, os membros do TMRC trabalharam para melhorá-lo, adicionando um campo estelar preciso e um campo gravitacional, depois liberaram-no para algumas dezenas de PDP-1s em outras universidades. Como o computador era desconfortável de usar por longos períodos, Kotok e Saunders criaram um dispositivo de controle independente, essencialmente um gamepad primitivo.
Spacewar! foi supostamente usado como um teste de fumaça pelos técnicos da DEC para testar os novos minicomputadores PDP-1 antes da entrega, já que o jogo era o único programa disponível que usava todos os aspectos de hardware da máquina. Embora fosse difundido para a época, ele ainda era muito limitado em seu alcance direto: o PDP-1 custava 120 000 dólares (equivalente a 1,2 milhão de dólares em 2022) e apenas 55 foram vendidos, muitos sem monitor, o que impossibilitava Spacewar! ou qualquer outro de alcançar um público restrito e acadêmico. Segundo o New York Times em 2002, Russell disse que o aspecto do jogo que o deixou mais satisfeito foi o número de outros programadores que ele inspirou a desenvolver seus próprios jogos.

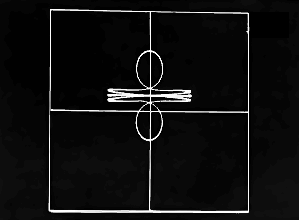
O desenvolvimento de Space Travel em 1969 levou em parte ao desenvolvimento do sistema operacional Unix.

Embora o mercado de jogos comerciais, e de software em geral, fosse muito limitado devido ao alto custo dos computadores, vários ainda eram criados por programadores e distribuídos pelos seus fabricantes. Vários deles podem ser encontrados em um catálogo de programas da IBM de abril de 1962. Estes incluíam jogos de tabuleiro como o BBC Vik The Baseball Demonstrator e o Three Dimensional Tic-Tack-Toe. Após a disseminação de Spacewar!, outros jogos de computador também foram desenvolvidos e distribuídos por programadores em universidades durante os anos seguintes. Estes incluíam o Socratic System, um quiz projetado por Wallace Feurzeig em 1962 para ensinar estudantes de medicina como diagnosticar pacientes e um jogo de dados feito por Edward Steinberger em 1965. Os jogos de mainframe foram desenvolvidos fora da IBM e de comunidades da DEC também, como o polonês Marienbad de 1962 para o Odra 1003. Um projeto de pesquisa conjunto entre a IBM e o Conselho de Serviços Educacionais Cooperativos do Condado de Westchester em Nova Iorque levou à criação de The Sumerian Game, um dos primeiros jogos eletrônicos de estratégia já feitos, bem como foi o primeiro a possuir uma narrativa e a ser voltado para o entretenimento educativo, bem como foi o primeiro conhecido a ser projetado por uma mulher, a professora Mabel Addis.
A criação de linguagens de programação gerais como a BASIC, que podiam ser executadas em diferentes tipos de hardware, permitiu que programas fossem escritos para mais de um computador específico, de modo que jogos escritos neles se espalhassem para mais jogadores finais na comunidade de programação. Estes incluíam uma simulação de beisebol de John Kemeny em 1965; um bingo feito por Larry Bethurum em 1966; uma simulação de basquete de Charles R. Bacheller em maio de 1967; outro jogo de beisebol que simulava a World Series de 1967 de Jacob Bergmann; Space Travel, escrito por Ken Thompson para um sistema Multics em 1969 e que levou em parte ao desenvolvimento do sistema operacional Unix; e Hamurabi, um jogo baseado em texto desenvolvido em FOCAL escrito por Doug Dyment em 1968 com base em uma descrição de The Sumerian Game e convertido para BASIC por David H. Ahl em 1969. Hamurabi e Space Travel estavam entre os vários primeiros jogos de mainframe que foram escritos naquela época e se espalharam além de suas máquinas iniciais para linguagens de uso geral como a BASIC.

## Uma nova indústria

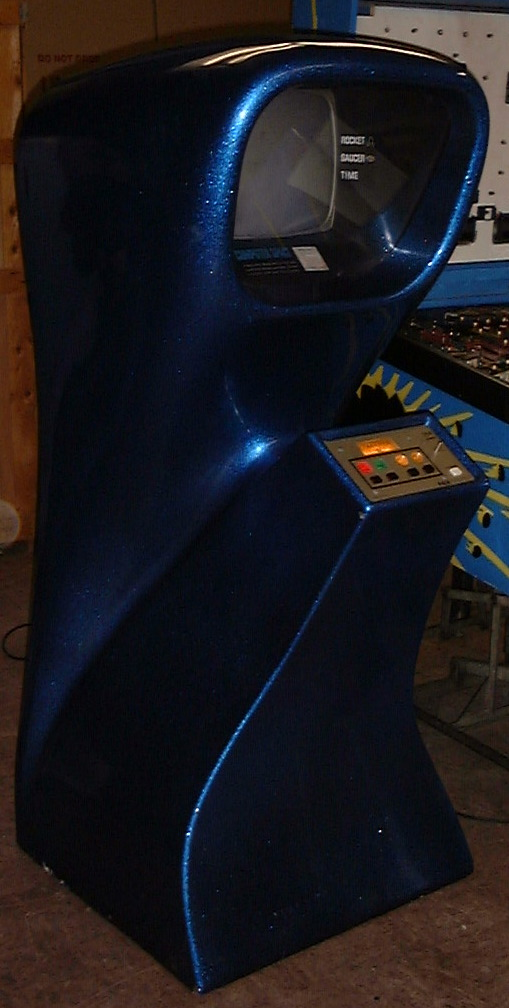
Computer Space, de 1971, foi o primeiro jogo de arcade a ser lançado comercialmente.

A indústria de jogos eletrônicos de arcade cresceu a partir da indústria preexistente de jogos eletromecânicos. Após a chegada de Periscope, desenvolvido pela Sega em 1966, a indústria de arcades estava passando por um "renascimento tecnológico" impulsionado por novidades "audiovisuais", estabelecendo-os como um ambiente saudável para a introdução de jogos eletrônicos comerciais no início da década de 1970.  O primeiro do tipo foi Computer Space de 1971, desenvolvido por Nolan Bushnell e Ted Dabney e que era baseado em Spacewar!, pois Bushnell, que já havia trabalhado em um fliperama, queria recriá-lo no arcade. Eles encontraram o Data General Nova, um computador de quatro mil dólares que eles pensaram ser poderoso o suficiente para rodar quatro partidas de Spacewar! ao mesmo tempo; no entanto, o computador acabou não aguentando o projeto. Ao cogitar a ideia de substituir parte do computador por um hardware específico, a dupla descobriu que criar um sistema explicitamente para rodar tal jogo, em vez de programas gerais, seria muito mais barato: apenas cem dólares. Um protótipo foi exibido com sucesso por um curto período em agosto de 1971 em um bar local e quando o projeto estava quase concluído, eles fundaram uma empresa em torno dele chamada Syzygy. Bushnell também encontrou um fabricante, a Nutting Associates, que fabricaria os gabinetes finais e os venderia aos distribuidores.
Outro dos primeiros arcades operados por moedas foi Galaxy Game (1971), desenvolvido por Bill Pitts e Hugh Tuck na Universidade de Stanford usando um PDP-11 da DEC com exibição vetorial. A dupla também foi inspirada por Spacewar!; Tuck percebeu em 1966, enquanto jogava, que uma versão com um mecanismo de moeda seria um sucesso. Tal dispositivo era inviável naquele ano devido ao custo dos computadores, mas em 1969 a DEC lançou o PDP-11 por 20 mil dólares (equivalente a 160 000 dólares em 2022); embora ainda fosse muito caro para produzir um jogo comercialmente viável (arcades custavam cerca de mil dólares na época), a dupla achou que era barato o suficiente para construir um protótipo para determinar o interesse, o potencial e o preço ideal por peça. Apenas unidades protótipo foram construídas, embora o segundo deles tenha sido adaptado para rodar até oito jogos ao mesmo tempo; alguns meses antes da instalação inicial em Stanford, em novembro de 1971, os dois se encontraram com Nolan Bushnell, que os informou sobre seu próprio jogo que estava fabricando por um preço muito mais baixo.
Bushnell não achava que Galaxy Game era um concorrente real do Computer Space devido ao seu alto preço. Pitts e Tuck acreditavam, no entanto, que apesar do fator econômico, seu jogo era superior, pois viam ele como uma verdadeira expansão de Spacewar!, enquanto o Computer Space era apenas uma imitação sem graça. Alguns jogadores da época, entretanto, acreditavam que Galaxy Game era, na verdade, apenas mais uma versão de Spacewar!. Como a instalação do protótipo de Galaxy Game foi muito popular, embora com um preço baixo por jogo, os dois começaram o desenvolvimento uma segunda versão para instalar no mesmo local; eles nunca conseguiram produzi-la, pois tiveram que abandonar a ideia depois de gastarem 65 mil dólares para desenvolvê-la devido ao alto custo e à falta de um plano de negócios.

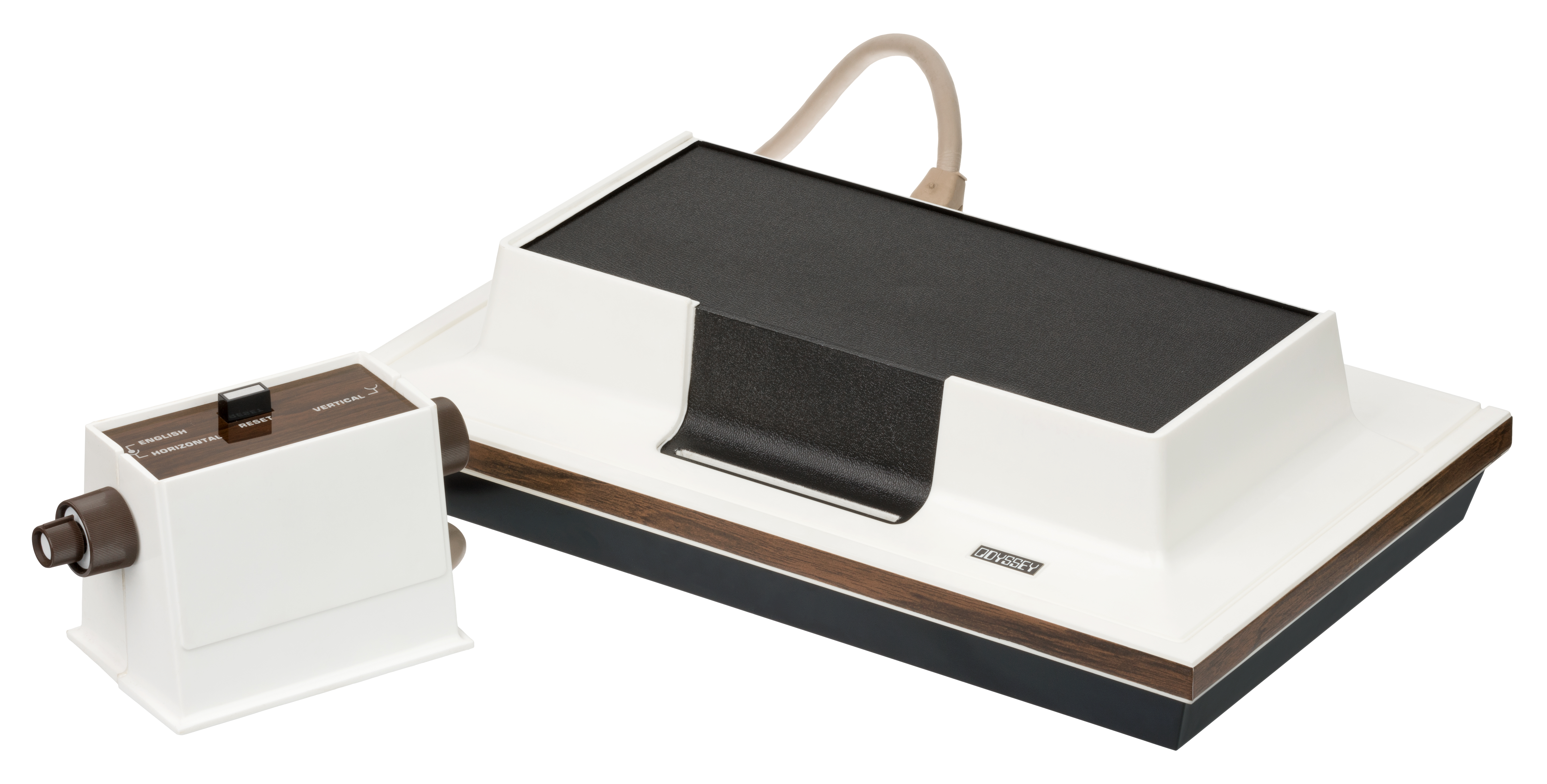
O Magnavox Odyssey foi o primeiro console de jogos eletrônicos lançado para consumidores domésticos.

Nessa mesma época, Computer Space foi lançado. Foi o primeiro jogo eletrônico operado por moedas a ser vendido comercialmente e o primeiro de qualquer tipo amplamente disponível. Embora tenha se saído bem em seus locais iniciais próximos aos campi universitários, seu desempenho foi muito ruim em bares e fliperamas onde o pinball e outros tipos de máquinas eram normalmente colocados; apesar de ter sido um sucesso comercial e faturado mais de um milhão de dólares, não atendeu às altas expectativas da Nutting, que esperava vender mais de 1 500 unidades. Bushnell e Dabney imediatamente começaram a trabalhar em outro jogo, usando o mesmo design de tela do Computer Space, além de fundarem sua própria empresa, a Atari, Inc., para apoiar seus projetos. Inicialmente, este novo jogo seria de corrida, o qual Bushnell planejava projetar, sendo influenciado pelo pinball Speedway (1969). Em vez disso, o projeto foi entregue ao primeiro funcionário da Atari, Allan Alcorn, e como Bushnell acreditava que o jogo de corrida seria muito complicado para um primeiro projeto, ele sugeriu um protótipo de simulador de pingue-pongue. Alcorn expandiu a ideia e projetou um jogo que a empresa aproveitou imediatamente. Eles não conseguiram encontrar um fabricante, mas com base na evidência do sucesso da instalação do protótipo, decidiram produzir eles próprios os gabinetes. Pong foi lançado em 1972 e foi um imenso sucesso comercial, vendendo mais de oito mil unidades.  O jogo desencadeou a criação e venda de numerosos clones e imitações em todo o mundo, particularmente na América do Norte, Europa e Japão, levando à popularização da mídia.
Nesse mesmo ano foi lançado o Magnavox Odyssey, o primeiro console de jogos eletrônicos doméstico que poderia ser conectado a um aparelho de televisão. O inventor, Ralph H. Baer, teve inicialmente a ideia de integrar um jogo interativo numa televisão em 1951. Incapaz de criar tal sistema com as restrições tecnológicas da época, em 1966 desenvolveu um sistema que permitia a conexão a uma televisão para exibir um jogo eletrônico graças a um sistema de cartuchos. Este protótipo, o último de uma série de sete, denominado "Caixa Marrom", foi adaptado e produzido pela Magnavox, que obteve a licença. A empresa anunciou o console em maio de 1972 e foi colocado à venda em setembro. O Odyssey e seus jogos apresentaram inúmeras inovações, além de ser o primeiro dispositivo de jogos para consumidores domésticos e o primeiro aparelho de jogos eletrônicos a ter um comercial na televisão. Foi vendido por cem dólares e enviado com vários jogos, incluindo Table Tennis, do qual Bushnell tinha visto uma demonstração e no qual Pong foi baseado. O Odyssey vendeu mais de cem mil unidades em 1972 e mais 350 000 até o final de 1975, sendo impulsionado pela popularidade de Table Tennis, que por sua vez foi impulsionado pelo sucesso de Pong. Este e o Odyssey deram início a uma nova era, com vários outros concorrentes entrando na indústria de jogos eletrônicos à medida que sua popularidade crescia.

### Pesquisa
- Ralph H. Baer Papers, 1943–1953, 1966–1972, 2006 – protótipos e documentação de Ralph Baer armazenados no Smithsonian Lemelson Center
- Classic Gaming Expo 2000: Baer descreve o nascimento dos jogos eletrônicos
- Linha do tempo da "História dos Jogos Eletrônicos" pelo Computerspielemuseum de Berlim

### Simulação de jogos
- Simulador de EDSAC para jogar OXO
- Simulação interativo do para sistema operacional Be OS
- Simulação de Tennis for Two
- Simulação de Spacewar! em Java